# Мигдалеве молоко

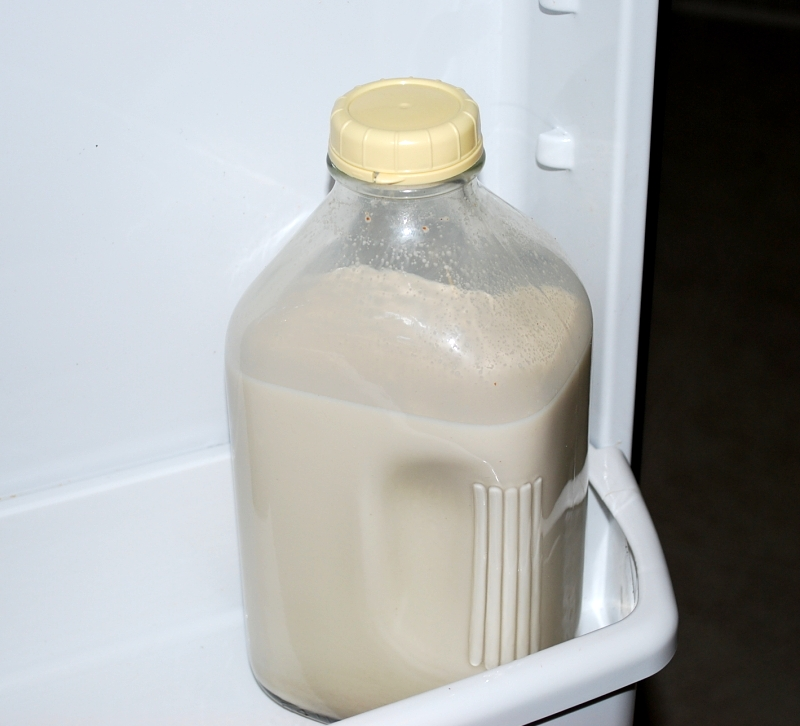
Домашнє мигдалеве молоко

Мигдалеве молоко — напій, приготований з меленого мигдалю, часто використовується як замінник справжнього молока. На відміну від тваринного молока, мигдалеве молоко не містить лактози і холестерину. Оскільки воно не містить продуктів тваринного походження, підходить для веганів і вегетаріанців, які утримуються від молочних продуктів. Комерційне мигдалеве молоко часто має простий, ванільний або шоколадний смак, іноді збагачене вітамінами. Мигдалеве молоко можна приготувати в домашніх умовах, з'єднавши мелений мигдаль з водою в блендері.

## Історія
У Середньовіччі мигдалеве молоко відоме як в ісламському, так і християнському світі. Дозволялося споживання його під час Великого посту. Мигдалеве молоко було також одним з основних продуктів середньовічної кухні, тому що коров'яче молоко не могло довго зберігатися і псувалося.
Поширене на території від Піренейського півострова до Східної Азії. «Le Viandier», колекція рецептів XIV століття, містить рецепт з використанням мигдалевого молока і рекомендації використовувати його як замінник молока тварин під час пісних днів.

## Харчування
Мигдаль багатий на  поживні речовини, такі як білки, клітковина, вітамін Е, магній, селен, марганець, цинк, калій, залізо, фосфор, триптофан, мідь і кальцій.
Для дітей із атопічним дерматитом у віці до двох років, мигдалеве молоко не виступає заміною грудного молока, або коров'ячого молока у зв'язку з низьким вмістом білків.